# براندون وولف
براندون وولف (بالإنجليزية: Brandon Wolff) هو فنان قتال مختلط أمريكي، ولد في 18 أكتوبر 1975 في كايلو (هاواي) في الولايات المتحدة.

## وصلات خارجية
- براندون وولف على موقع يو إف سي (الإنجليزية)
- براندون وولف على موقع شيردوغ (الإنجليزية)
- براندون وولف على موقع IMDb (الإنجليزية)
- براندون وولف على موقع قاعدة بيانات الفيلم (الإنجليزية)